# Тимянкі-Буце
Тимянкі-Буце (пол. Tymianki-Bucie) — село в Польщі, у гміні Боґути-П'янки Островського повіту Мазовецького воєводства.
Населення — 87 осіб (2011).
У 1975-1998 роках село належало до Ломжинського воєводства.

## Демографія
Демографічна структура станом на 31 березня 2011 року:
|          | Загалом | Допрацездатний вік | Працездатний вік | Постпрацездатний вік |
| -------- | ------- | ------------------ | ---------------- | -------------------- |
| Чоловіки | 42      | 8                  | 24               | 10                   |
| Жінки    | 45      | 7                  | 23               | 15                   |
| Разом    | 87      | 15                 | 47               | 25                   |